# 오미드 코데스타니
오미드 코데스타니(Omid Kordestani, 1963년 ~ )는 현재 트위터의 임원이자 한때 2015년 10월부터 2020년 6월까지 트위터의 회장을 역임한 이란계 미국인 사업가이다. 2014년부터 2015년 10월까지 구글의 부사장, CBO, 특별고문을 역임했다. 또, 2013년 3월부터 2014년 10월까지 보다폰의 임원을 역임했다.
코데스타니는 1999년 5월부터 2009년 4월까지 구글에 재직했으며 Senior Vice President for Worldwide Sales and Field Operations까지 직위에 도달했다.

## 같이 보기
- 피에르 오미디아